# Gobernador de Sucre
El gobernador del estado Sucre es el jefe del poder ejecutivo del estado venezolano del mismo nombre, ubicado en el oriente de Venezuela.
El gobernador es electo cada 4 años y puede optar a futuras reelecciones, asimismo su mandato puede ser revocado a la mitad de su periodo constitucional, dirige un gabinete o grupo de secretarios de su confianza, nombra un secretario general de Gobierno que puede reemplazarlo temporalmente, debe dirigir la acción del gobierno y administrar sus recursos de acuerdo al presupuesto que aprueba el Consejo Legislativo del estado.
Debe hacer cumplir la Constitución Nacional y la del estado Sucre, y las leyes nacionales y estatales.
Anualmente debe rendir cuentas ante el parlamento regional (Consejo Legislativo), la sede de la Gobernación es la ciudad de Cumaná, Capital del Estado Sucre.
Hasta la reforma política ocurrida en el año 1989 los gobernadores del estado eran designados directamente por el gobierno o ejecutivo central, pero desde ese año se elige directamente por el pueblo.
El primer gobernador electo fue Eduardo Morales Gil del Socialdemócrata Acción Democrática 1989-1992. Por su parte, la actual jefa del ejecutivo estadal es la abogada Jhoanna Carrillo, quien resultó electa en las Elecciones del 25 de mayo de 2025, siendo electo mediante voto universal, directo y secreto para el período 2025-2029 con el apoyo del partido oficialista PSUV.

## Electos
A partir de 1989 se permitió la elección directa de los gobernadores por los mismos ciudadanos del estado:
| N.º  | N.º                    | Gobernador                      | Período     | Partido | Elección | % de votos                                      | Notas                                                                                            |
| ---- | ---------------------- | ------------------------------- | ----------- | ------- | -------- | ----------------------------------------------- | ------------------------------------------------------------------------------------------------ |
|      | 1.                     | Eduardo Morales Gil             | 1990 — 1993 | AD      | 1989     | 55,27                                           | Primer gobernador de la entidad bajo elecciones directas.                                        |
|      | 2.                     | Ramón Martínez (1948-2022)      | 1993 — 1999 | MAS     | 1992     | 61,12                                           |                                                                                                  |
| 1995 | 2.                     | Ramón Martínez (1948-2022)      | 1993 — 1999 | MAS     | 58,38    |                                                 |                                                                                                  |
|      | 3.                     | Eloy Gil                        | 1999 — 2000 | AD      | 1998     | 48,20                                           |                                                                                                  |
|      | 4.                     | Ramón Martínez (1948-2022)      | 2000 — 2008 | MAS     | 2000     | 61,12                                           | En el año 2000 se realizaron elecciones adelantadas por la aprobación de una nueva constitución. |
|      | 4.                     | Ramón Martínez (1948-2022)      | 2000 — 2008 | PODEMOS | 2004     | 62,19                                           | En el año 2000 se realizaron elecciones adelantadas por la aprobación de una nueva constitución. |
|      | 5.                     | Enrique Maestre                 | 2008 — 2012 | PSUV    | 2008     | 56,51                                           |                                                                                                  |
| 6.   | Luis Acuña (1946-2023) | 2012 — 2016                     | 2012        | PSUV    | 59,80    | Renunció por motivos de salud.                  |                                                                                                  |
| 7.   | Edwin Rojas            | 2016 — 2021                     | -           | PSUV    | -        | Gobernador encargado tras la renuncia de Acuña. |                                                                                                  |
| 7.   | Edwin Rojas            | 2016 — 2021                     | 2017        | PSUV    | 59,79    | Gobernador encargado tras la renuncia de Acuña. |                                                                                                  |
|      | 8.                     | Gilberto Pinto Blanco (n. 1963) | 2021 — 2025 | PSUV    | 2021     | 47,13                                           |                                                                                                  |
| 9.   | Jhoanna Carrillo       | 2025-2029                       | 2025        | PSUV    | 94,40    | Primera mujer electa en el cargo                |                                                                                                  |